# Alexandre-Gabriel Decamps

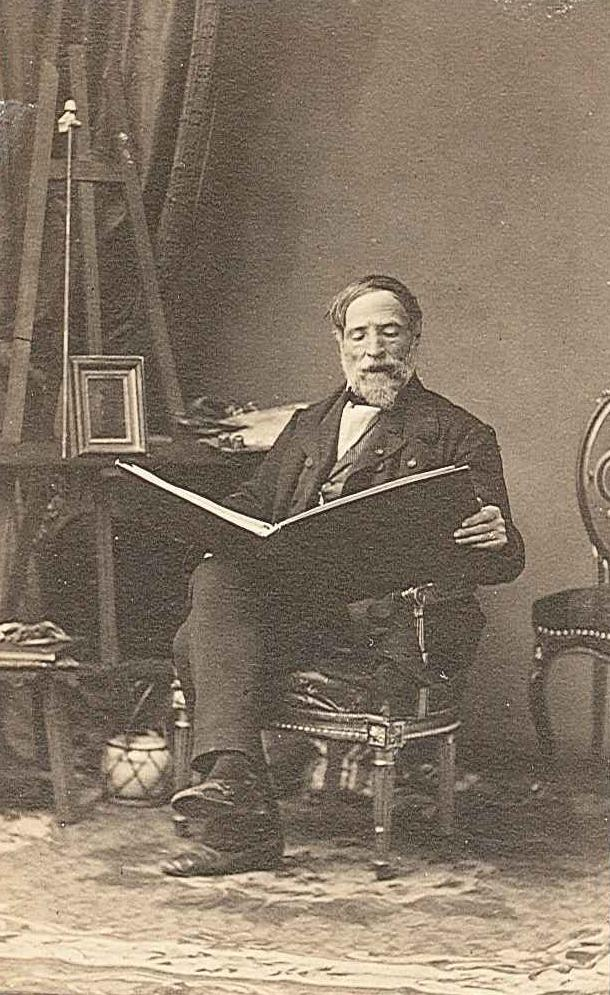
Alexandre-Gabriel Decamps. Fotografie

Alexandre-Gabriel Decamps (* 3. März 1803 in Paris; † 22. August 1860 in Fontainebleau) war ein französischer Lithograf, Maler und Radierer.

## Leben
Decamps begann seine Ausbildung als Lehrling des Architekturmalers Étienne Bouhot und wechselte bereits ein Jahr später in das Atelier von Alexandre Abel de Pujol. Dessen strenge Doktrinen sagten ihm jedoch nicht zu, so dass er auch dort nur für kurze Zeit blieb. Er begann nach eigener Manier kleinere Landschaftsbildnisse nach der Natur anzufertigen, die er zumeist mit Figuren oder Tieren ausschmückte. Er wandte sich zudem der Lithografie zu und stellte im Jahr 1822 zwei Lithografien (Die Schlachten von Mondovi und Abukir) für Antoine-Vincent Arnaults Vie politique et militaire de Napoléon her. Decamps bereiste 1824 die Schweiz, wo er überwiegend Skizzen von volkstümlichen Trachten anfertigte. Nach seiner Rückkehr wandte er sich in Paris dem Studium der Malerei zu. Im Pariser Salon waren 1827 eine Kibitzjagd und sein erstes Orientbildnis eines Soldaten aus der Garde des Vezirs zu sehen. Stilistisch ließ er sich von Eugène Delacroix zum Malen „en pleine air“ beeinflussen. Am Ende des Jahres unternahm er in Begleitung des Malers Ambroise Louis Garneray eine einjährige Reise nach Kleinasien, wobei sie auch Konstantinopel besuchten. Dort entstanden zahlreiche Skizzen und Aquarelle, die das dortigen Volksleben abbildeten. Diese dienten als Vorlage zu Gemälden, welche im Lauf der nächsten Jahre entstanden. Im Pariser Salon des Jahres 1831 war er mit fünf Bildern vertreten. So unter anderem die französisch Ronde de Smyrne oder Türkische Patrouille (1828), die den türkischen Polizeichef auf seinem galoppierenden Pferd in den Straßen von Smyrna zeigt, der von Zeybecks begleitet wird, sowie das Hundehospital französisch Hôpital des Chien. In den Jahren 1829 bis 1831 hatte er auch ein Album mit 8 Lithografien herausgegeben, die Jagdszenen zeigen und einige Karikaturen für die Zeitung Le Figaro. Er hat rund 100 Lithografien und 20 Radierungen hinterlassen.

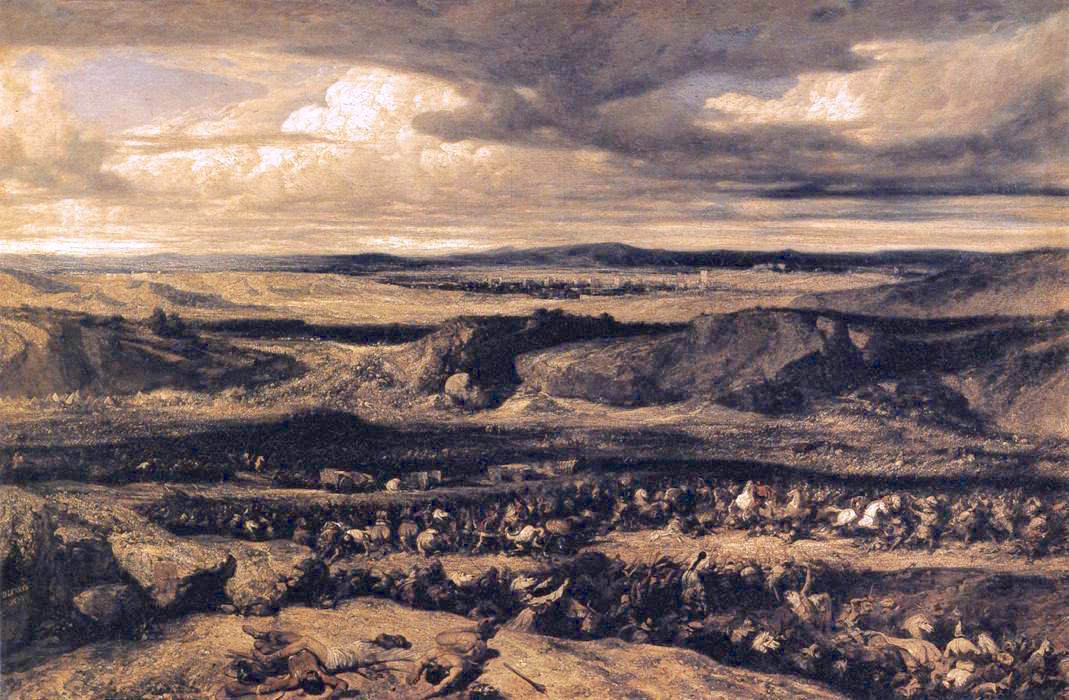
Die Niederlage der Cimbern

In den Jahren 1832 und 1833 unternahm er eine Reise nach Italien. Anschließend malte er das Gemälde Die Niederlage der Cimbern durch Marius bei Aquae Sextiae.
Neben vielen anderen Werken, brillierte Decamps zu Hause mit den Szenen Die türkische Wache (1834), Die mit einer Schildkröte spielenden Kinder (1836) und Die Zuschauer bei einer Hinrichtung (1839). Nebenher widmete er sich besonders der Beobachtung des Tierlebens, vornehmlich mit seiner ironischer Charakterisierung, die dann zu parodistischen Schöpfungen, besonders in Affengruppen, führte. Seine Affen als Musiker, als Köche, als Bäcker, als Metzger, als Maler zeigen eine drastische Persiflage menschlicher Physiognomie. Das erfolgreichste seiner Affenbilder war eine bissige aber witzige Satire gegen die akademische Jury des Pariser Salons, die seine Bilder zu ihren jährlichen Kunstausstellungen sehr oft nicht zuließ.
Sein Spiel mit Licht und Farbe nutzte Decamps auch bei seinen Darstellungen des französischen Landlebens. Bei seinen historischen (Die Belagerung von Clermont) und seine religiösen (Der Sieg Josuas über die Ammoniter) zeigt sich jedoch, dass diesen die Lebendigkeit der früheren Genreszenen fehlte. Die Kohlezeichnungen von Landschaften hingegen gewinnen ihren Charme durch die Einfachheit der Darstellung.
1853 entschloss er sich die Malerei aufzugeben, da ihn mehr und mehr ein Nervenleiden plagte. Er verließ Paris und ließ sich in La Veyrie nieder. Zur Weltausstellung 1855 wurde er mit einer Ehrenmedaille ausgezeichnet, was dazu führte, dass er wieder zu Malen begann und zunächst nach Paris zurückkehrte. In seinen letzten Jahren entdeckte Decamps für sich die Parkanlagen von Schloss Fontainebleau. Im Wald von Fontainebleau fand Decamps auch sein tragisches Ende. Anlässlich einer königlichen Parforcejagd scheute ein Pferd und trotz des erfahrenen Reiters konnte es nicht schnell genug wieder beruhigt werden. Im Alter von 57 Jahren starb Decamps an den Folgen seiner Kopfverletzungen, die er sich bei einem Reitunfall zugezogen hatte.

## Werke (Auswahl)
- Das Hundehospital 1831

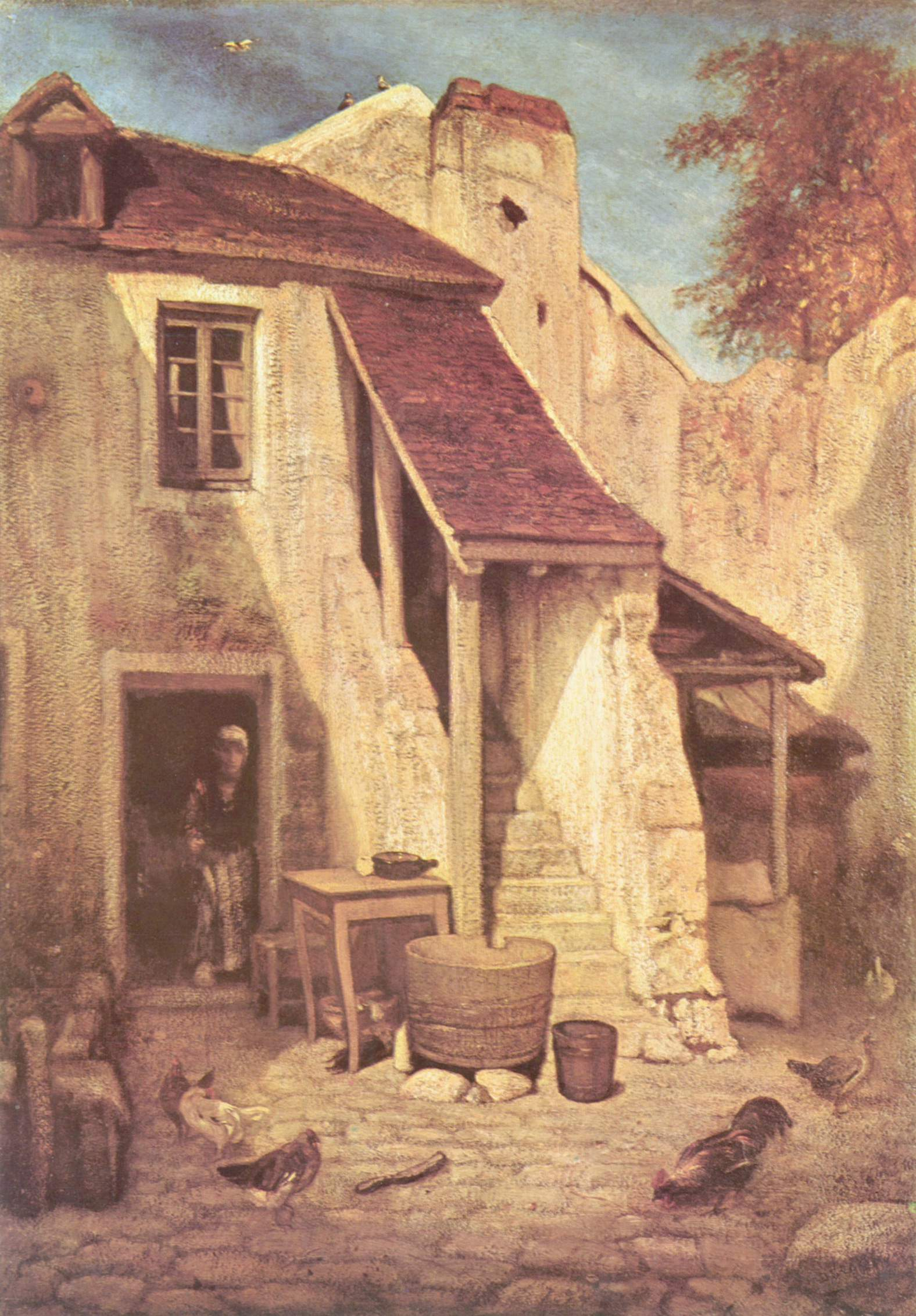
Bauernhof in Fontainebleau

- Bulldogge und Scotchterrier, Leinwand, 104 × 135 cm, Paris, Louvre
- Christus vor Gericht (1847), Leinwand, 144 × 105 cm, Paris, Louvre
- Die Niederlage der Cimbern, (1833), Leinwand, 130 × 195 cm, Paris, Louvre
- Entenjagd (1843), Leinwand, 13 × 41 cm, Moskau, Puschkin-Museum
- Glockenläuten 1841, Leinwand, 58×48 cm
- Die türkische Patrouille ca. 1831
- Die gelehrten Hunde 1831
- Das Hundehospital 1831
- Die türkische Wache 1834
- Die mit einer Schildkröte spielenden Kinder 1836
- Die Zuschauer bei einer Hinrichtung 1839
- Die ausgelassene türkische Schuljugend 1842
- Der türkische Metzger 1843
- Das türkische Kaffeehaus 1844
- Die Belagerung von Clermont 1842
- Der Sieg Josuas über die Ammoniter
- Interieur: Lesendes Bauernmädchen 1824, Leinwand, 46 × 38 cm
- Die Karawane undat. (im Ausschnitt verwendet als Schutzumschlag bei einer Ausgabe von Baudelaire, Die künstlichen Paradiese von 2000 ISBN 3-7175-4002-5)

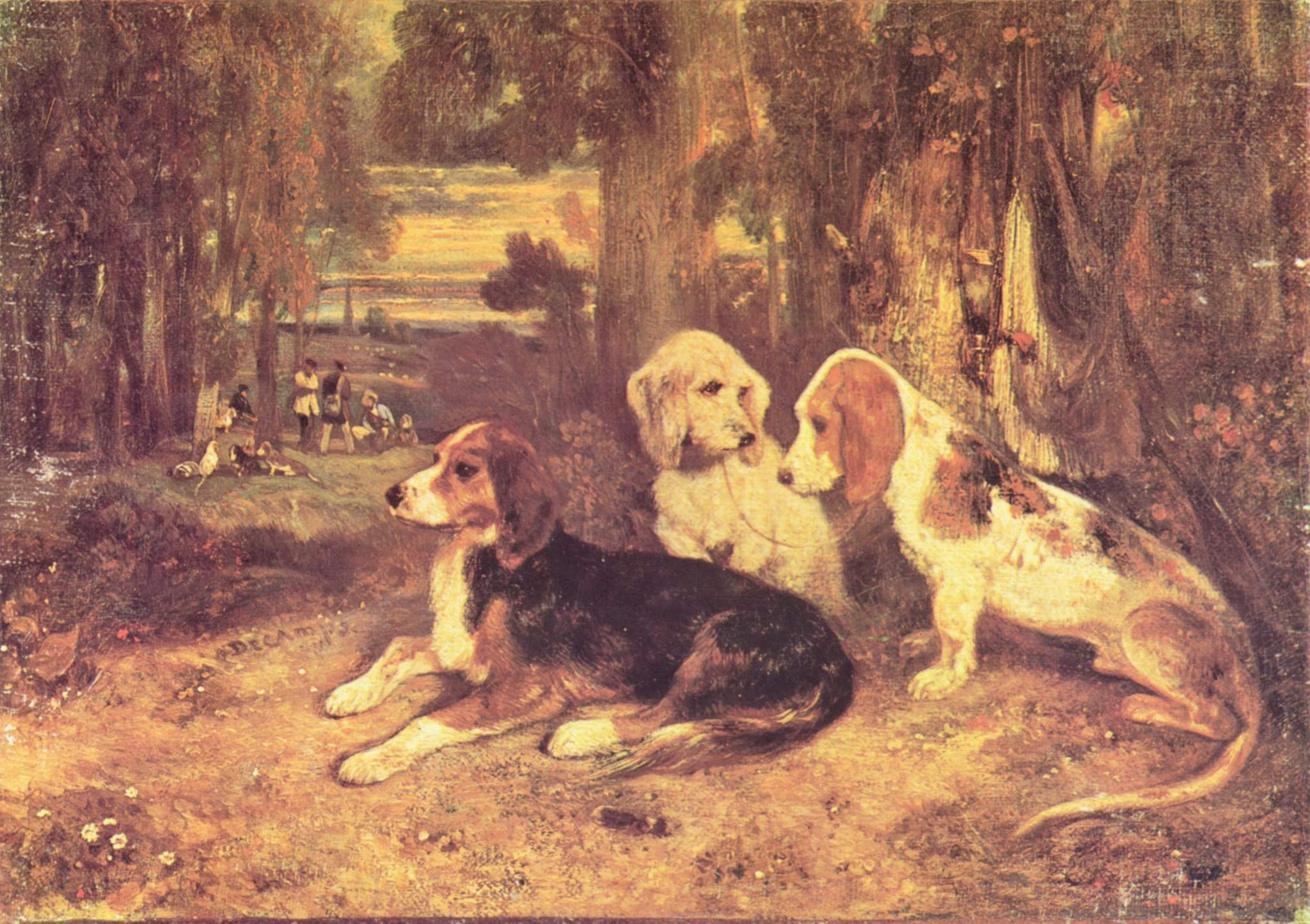
Jagdhunde
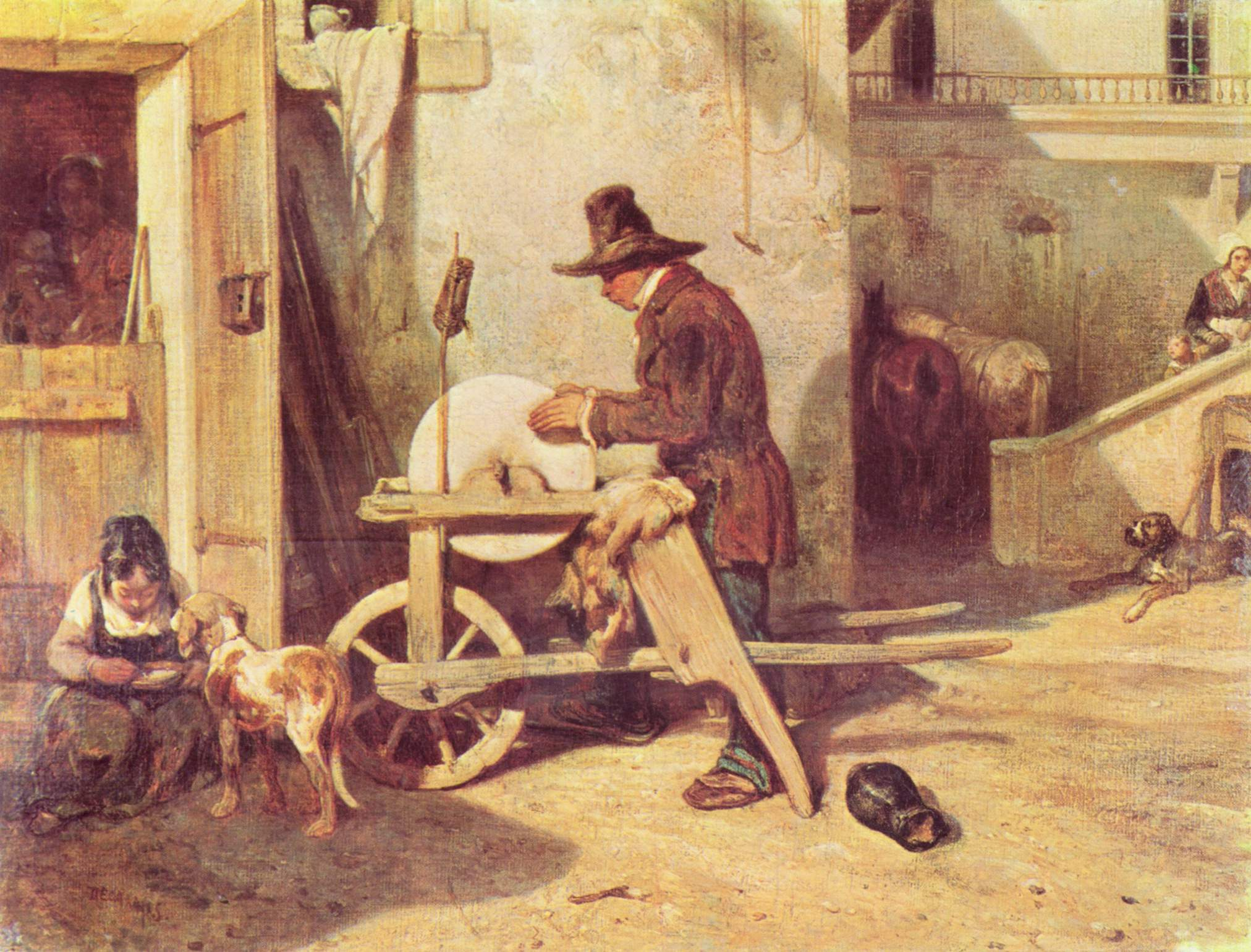
Scherenschleifer
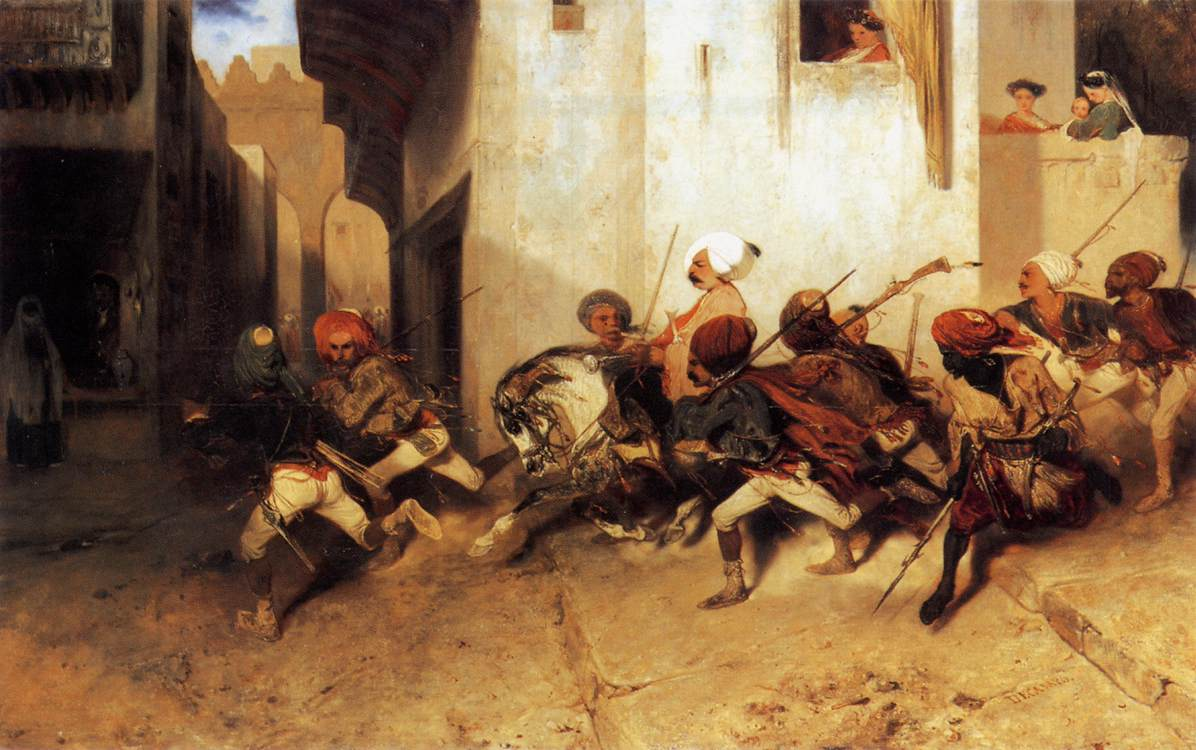
Die Patrouille der Janitscharen in Smyrna. Gemälde, 1828